# Контумацка капела Светог Рока
Контумацка капела Св. Рока је споменик културе. Налази се у Земуну у Градском парку.

## Историјат
Капела је подигнута 1836. године за време контумацког директора Франца Минаса, по плановима Јозефа Фалбера, а на месту старије католичке контумацке капеле. Служила је верским потребама карантинаца који су у земунском контумцу проводили и по неколико недеља. Након преуређења контумца у парк, а нарочито након Другог светског рата, капела је изгубила на значају.
Црква је делимично обновљена 1923. године, а затим је, услед смањења броја верника за време СФРЈ, затворена и запуштена. Поновни покушај обнове догодио се 1980-их година, но већ током наредне деценије се са радовима стало.
Затим је капела поново отворена 2006. године, али је функцију вршила само једном месечно. Средствима донираним од стране амбасаде Норвешке, капела је у потпуности рестаурирана и отворена 2014. године. Данас је у функцији једном недељно, углавном за потребе верника са Новог Београда.

## Опис
Капела је обликована у духу барока, као једнобродна грађевина правоугаоне основе са полукружном апсидом и двоспратним звоником. Мала правоугаона капела, изолована од главног брода у складу са контумацким режимом имала је карантински карактер. Сазидана је од опеке са кречним малтером. Капела Св. Рока са капелом Св. Арханђела Михаила и Гаврила представља једно материјално сведочанство некадашњег Контумца, важне привредне и санитарне установе старог Земуна, основано још 1730. године. Осим тога капеле представљају и значајне примерке сакралне архитектуре на београдском подручју.

## Галерија
- Контумацка капела Светог Рока
- Православна (лево) и католичка црква (десно)
- Контумацка капела Светог Рока
- Унутрашњост капеле на Бадње вече 2020. године